# Борек (Крапковишки окръг)
Вижте пояснителната страница за други значения на Борек.
Бо̀рек (на полски: Borek) е село в Южна Полша, Ополско войводство, Крапковишки окръг, община Крапковице.

## География

### Местоположение
Селото се намира в географския макрорегион Силезка равнина, който е част от Централноевропейската равнина. Разположено на 5,5 км южно от общинския център град Крапковице.